# C22H25NO6
分子式C22H25NO6（摩尔质量：399.437 g/mol）可以指：
- 秋水仙素，混合CAS号：209810-38-8 
  - (R)-秋水仙素，CAS号：75520-89-7 
  - (S)-秋水仙素，CAS号：64-86-8
- 异秋水仙素，CAS号：518-12-7
- 别秋水仙素，CAS号：641-28-1
- 后秋水仙素，Pubchem CID：101798699
- γ-光秋水仙素，CAS号：6901-14-0

|  | 这个同类索引页列出了具有相同分子式的化学物（即同分異構體）条目。 除非您是有意链接至本页，否则应将相应条目的内部链接指向正确的条目。 |